# Mindoro
Mindoro a Fülöp-szigetek 7. legnagyobb szigete. Luzontól délnyugatra fekszik. Területe 9735 km², lakossága 1,24 millió fő volt 2010-ben. Legnagyobb városai Calapan a sziget északi partján és San Jose a déli parton. 
Közigazgatásilag két tartományból áll:
- Nyugat-Mindoro (Mindoro Occidental). Székhelye Mamburao.
- Kelet-Mindoro (Mindoro Oriental). Székhelye Calapan.

A sziget nagy részét erdők borítják és a legutóbbi évekig az ország egyik legfejletlenebb része volt gazdaságilag. Középső része hegyvidékes, a lakosság nagy része a keleti és nyugati part menti síkságon él és főleg rizst termeszt. Cukornád ültetvények vannak még délen, San Jose közelében. A sziget egyes részein természetvédelmi területeket létesítettek.

## Fő látnivalók
- Aroma Beach,
- Laymon Beach,
- Fehér-sziget,
- Naujan-tó,
- Puerto Galera
- Tamaraw-vízesések.
- A közeli Apo Reef a világ legjobb búvárhelyeinek egyike.[2]

Mindoro elhelyezkedése

## Fordítás
- Ez a szócikk részben vagy egészben  a   Mindoro című angol Wikipédia-szócikk fordításán alapul.  Az eredeti cikk szerkesztőit annak laptörténete sorolja fel. Ez a jelzés csupán a megfogalmazás eredetét és a szerzői jogokat jelzi, nem szolgál a cikkben szereplő információk forrásmegjelöléseként.
- Ez a szócikk részben vagy egészben  a   Mindoro című német Wikipédia-szócikk fordításán alapul.  Az eredeti cikk szerkesztőit annak laptörténete sorolja fel. Ez a jelzés csupán a megfogalmazás eredetét és a szerzői jogokat jelzi, nem szolgál a cikkben szereplő információk forrásmegjelöléseként.